# Anctoville-sur-Boscq
Anctoville-sur-Boscq is een gemeente in het Franse departement Manche (regio Normandië) en telt 498 inwoners (2005). De plaats maakt deel uit van het arrondissement Coutances.

## Geografie
De oppervlakte van Anctoville-sur-Boscq bedraagt 2,1 km², de bevolkingsdichtheid is 237,1 inwoners per km².
De onderstaande kaart toont de ligging van Anctoville-sur-Boscq met de belangrijkste infrastructuur en aangrenzende gemeenten.

## Demografie
Onderstaande figuur toont het verloop van het inwonertal (bron: INSEE-tellingen).

1. ↑  Populations de référence 2022.